# Akinésie
L'akinésie ou acinésie est une lenteur d'initiation des mouvements avec une tendance à l'immobilité (mouvements volontaires, mouvements associés, mouvements d'ajustement postural, mouvements d'expression gestuelle et émotionnelle), et ce, en l'absence de paralysie. Cela est dû à un problème d'activation de zones du cerveau (atteinte de la voie nigro-striée entraînant un déficit en dopamine).
Elle se distingue de l'hypertonie qui représente l'ensemble des troubles moteurs rencontrés dans la maladie de Parkinson.
Le malade avance à petits pas, les pieds « collés » au sol, les bras immobiles ne se balançant plus, le dos courbé en avant, le cou raide. Le visage aussi est touché, avec des traits figés, peu expressifs, un regard fixe. La parole est rare, mal articulée, monotone.
Le patient doit commander consciemment la plupart de ses mouvements, même ceux qui s’effectuent sans que l’on y pense en temps normal (perte des mouvements automatiques inconscients).
Ce symptôme se retrouve dans la maladie de Parkinson.